# Frédéric II de Mecklembourg-Schwerin
Frédéric II de Mecklembourg-Schwerin, dit « le Pieux » (en allemand Friedrich II von Mecklenburg-Schwerin), né le 9 novembre 1717 à Schwerin et mort le 24 avril 1785 à Ludwigslust, est duc de Mecklembourg-Schwerin de 1756 à 1785.

## Biographie
Fils de Christian-Louis II de Mecklembourg-Schwerin et de Gustave-Caroline de Mecklembourg-Strelitz, il passe son enfance et sa jeunesse auprès de sa grand-tante, Augusta de Mecklembourg-Schwerin. Elle exerce une grande influence, l'amenant au piétisme.
Il épouse, le 2 mars 1746, Louise-Frédérique de Wurtemberg. Ils ont quatre enfants qui meurent tous en bas âge. À sa mort, son neveu Frédéric-François lui succède.